# Публічне розміщення акцій
Публічне розміщення акцій (в Україні) — розміщення серед інвесторів акцій публічного акціонерного товариства, при якому пропозиція акцій адресована більш ніж 100 фізичним та/або юридичним особам, крім акціонерів товариства, і при цьому існуючі акціонери емітента не мають переважного права на придбання розміщуваних акцій.
Для публічного розміщення акцій вимагається розкриття інформації про товариство і акції додаткової емісії шляхом складання і оприлюднення товариством проспекту емісії акцій. Перед оприлюдненням проспект підлягає реєстрації територіальним відділенням або центральним апаратом  Національної комісії з цінних паперів та фондового ринку (Комісія). Проспект емісії оприлюднюється в офіційному друкованому виданні Комісії не менше як за 10 днів до початку розміщення. За наслідками розміщення емітент повинен скласти звіт про результати розміщення, зареєструвати його в Комісії і опублікувати в друкованому виданні Комісії.

## Економічний зміст
Метою публічного розміщення акцій є залучення фінансування на організованому ринку капіталу. Інвестори вкладають кошти в акції компанії в розрахунку на те, що, по-перше, вартість акцій зросте і дохідність за акціями буде вищою за альтернативні вкладення і, по-друге, в розрахунку на отримання дивідендів. Ліквідність акцій, тобто можливість їх швидкого продажу і повернення інвестиції, збільшує привабливість акцій для інвесторів. З метою підвищення ліквідності акцій компанії, які оголошують про публічне розміщення, зацікавлені в допуску їхніх акцій до торгів на фондових біржах. Участь акцій компаній в біржових торгах дозволяє сформувати ринкову вартість акцій і створити ліквідність для них.
До реформи 2009—2011 років українське законодавство дозволяло компаніям розміщувати їхні акції за ціною, нижчою за їхню ринкову вартість. Єдине обмеження щодо ціни додаткових акцій стосувалося заборони розміщувати акції за ціною нижче номіналу. По суті це означало законодавчо закріплене право компаній надавати нічим не обмежені дисконти на ринкову ціну акцій і пропонувати такі дисконтовані акції заздалегідь визначеному інвестору (або мажоритарному акціонеру) під час приватних розміщень у майбутньому. Під час реформи корпоративного законодавства 2009—2011 років правила ціноутворення на акції були принципово змінені. Компаніям було заборонено розміщувати акції за ціною, меншою ринкової, а максимальна величина дисконту була встановлена на рівні 10 відсотків від ринкової вартості.
Попри те, що аналогічні правила існували у Росії з 1996 року — дати введення в дію Закону РФ «Про акціонерні товариства» — автори зазначеного закону у 2000 році визнали, що: «Публічні розміщення акцій за справедливою ринковою ціною в Росії неможливе, оскільки розкриття інвесторам справжнього прибутку компаній також означає розкриття цієї інформації податковому інспектору. Залучення аудиторів для перевірки достовірності звітності компанії нічим не може допомогти інвестору, оскільки справжня звітність компаній є неофіційною».

## Initial Public Offering (IPO)
З огляду на відсутність реальної можливості залучення коштів на внутрішньому ринку капіталу (у зв'язку із його нерозвиненістю в Україні), великі українські компанії починаючи з середини 2000-х років стали звертатися до міжнародних фондових ринків. Процес залучення капіталу на цих ринках став відомий в Україні під назвою IPO (initial public offering, або перше публічне розміщення акцій). Станом на 2009 р. українські компанії залучили фінансування на таких біржах:
- на основному торговельному майданчику (Main Market) Лондонської фондової біржі (в 2007 р. — Ferrexpo, в 2008 р. — Mironivsky Hliboproduct)
- на альтернативному торговельному майданчику (Alternative Investment Market) Лондонської фондової біржі (в 2005 р. — Ukrproduct, Cardinal Resources, XXI Century, в 2007 р. — KDD Group)
- на Варшавській фондовій біржі (в 2006 р. — Astarta-Kyiv, в 2007 р. — Kernel Group)
- на Франкфуртській фондовій біржі (в 2007 р. — TMM).[4]

Термін IPO застосовується до українських емітентів умовно, і, більше того, він здатний ввести в оману, оскільки формально жодний український емітент станом на 2009 р. не здійснив розміщення акцій власного випуску на іноземних біржах. Хоча розміщення акцій на іноземних біржах не заборонено законодавством, виконання попередніх вимог для такого розміщення емітенти вважають занадто обтяжливим. Ці вимоги, зокрема, включають:
- отримання емітентом дозволу Державної комісії з цінних паперів[6]
- заборону на номінування ціни акцій в іноземній валюті[7], що створює суттєві ризики курсових різниць
- попередній лістинг акцій емітента на одній із українських фондових бірж
- необхідність додержання імперативних вимог українського корпоративного права, які не дозволяють товариствам застосувати в повній мірі кодекси корпоративного управління, рекомендовані іноземними біржами.

Комісія з цінних паперів визнає, що чимало українських компаній залучають фінансування на іноземних фондових ринках, зокрема, із використанням глобальних та американських депозитарних розписок. Комісія зазначає, що станом на 2007 рік зафіксовано 22 такі випуски, однак в жодному випадку Комісія не видала дозволу на обіг цінних паперів українських емітентів за межами України.
Основна регуляторна мета видачі дозволу полягає в обмеженні обсягу фінансування, яке може бути залучене на міжнародних фондових ринках, певною часткою існуючого статутного капіталу емітента. Відповідно до існуючого (тимчасового) Положення «Про порядок надання дозволу на обіг акцій або облігацій підприємств українських емітентів за межами України» це обмеження встановлене на рівні 25 відсотків статутного капіталу. Проектом передбачається підвищити цей ліміт до 30 відсотків, але не від розміру статутного капіталу, а від загальної кількості акцій відповідного типу, за яким провадиться розміщення.
Комісія бачить принаймні три причини необхідності збереження обмеження:
- недопущення встановлення контролю над українською компанією іноземним інвестором, ідентифікація якого неможлива або обмежена
- непрозорий характер іноземних розміщень цінних паперів українських емітентів
- наявність аналогічних обмежень в законодавстві Росії[13] і Казахстану[14].

Незважаючи на існування цих обмежень, українські емітенти залучали на міжнародних ринках капіталу суми, які значно перевищували розмір їхніх статутних капіталів. Так, Полтавський ГЗК залучив 213 мільйонів фунтів стерлінгів, в той час як розмір його статутного капіталу становив 1,149 мільйонів гривень. Сума залученого фінансування є більшою від суми статутного капіталу Миронівського хлібопродукту в рази: при статутному капіталі в 286.9 мільйонів гривень залучені інвестиції склали 370.8 мільйонів доларів США. У разі якщо ці емітенти вирішили дотримуватися вимог українського регулятора, сума інвестицій, які вони могли би залучити, становила би, відподіно, приблизно 40 мільйонів фунтів і 12 мільйонів доларів. Ці суми є співставними з винагородою посередників за відповідними транзакціями, а отже умови видачі Комісією дозволу по суті мають забороняючий ефект. Безпосереднім наслідком такої заборони є суттєве скорочення прямих іноземних інвестицій в українські компанії. Здається, що це є занадто високою платою, яку повинна сплатити українська економіка за зусилля регулятору з перекладу з російської і за інформацію про «ідентифікацію» іноземного інвестора.
На практиці українські компанії, які залучили ресурси на іноземних біржах, можуть взагалі не здійснювати емісію акцій для цього, а отримати кошти у вигляді займу або кредиту. Нижче буде показано, що здебільшого вони так і роблять.

## Перше українське IPO
В цьому розділі розглядається механізм проведення IPO українськими компаніями на прикладі Ferrexpo plc, яка є першою компанією українського походження, що розмістила акції на основному майданчику (Main Market) Лондонської фондової біржі у червні 2007 р. Джерелом інформації, яка подається нижче, є:
- Prospectus relating to Ferrexpo plc prepared in accordance with the Prospectus Rules made under Section 73A of the Financial Services and Markets Act 2000 (June 2007)[недоступне посилання з липня 2019] (далі — Проспект, 2007)
- Річний звіт ВАТ "Полтавський гірничо-збагачувальний комбінат" за 2006 р.[недоступне посилання з липня 2019] (далі — Річний звіт, 2006)

ГРУПА. Ferrexpo plc є створеною за законодавством Великої Британії публічною компанією (далі — Емітент), яка на момент розміщення її акцій на біржі опосередковано володіла контрольними пакетами акцій заводів, основне місце діяльності яких знаходилось в Україні, зокрема ВАТ «Полтавський гірничо-збагачувальний комбінат» (доля Емітенту — 85.9%) з двома дочірніми підприємствами — «Ферротранс» і «Об'єднана енергетична компанія» (доля Емітенту — 100%). Крім дочірніх підприємств Проспект включав до групи Емітента також і компанії, в яких Емітент не мав контрольного пакету: ТОВ «Восток Руда» (доля Емітенту — 9.4%)і ТОВ «ТІС Руда» (доля Емітенту — 49.9%). Емітенту також опосередковано належали 100% акцій у двох англійських компаніях, які були створені як спеціальні інструменти для здійснення фінансових транзакцій і надання управлінських послуг — Ferrexpo UK Limited і Ferrexpo Services Limited.
Крім пакетів акцій, інших активів Ferrexpo plc не мало. Кількість працівників Емітенту Проспект не розголошує. За даними Річного Звіту, середньооблікова чисельність штатних працівників ВАТ «Полтавський ГЗК» становила у 2006 році 10,432 осіб. Однак згідно із даними Проспекту, кількість працівників Емітенту, а також усіх підприємств, які входять до групи, становить 10,251 осіб. Незважаючи на ці розбіжності у цифрах, зрозуміло, що основною компанією групи є ВАТ «Полтавський ГЗК», а компанія, яка безпосередньо розміщувала акції на фондовому ринку, Ferexpo plc, є так званою special purpose vehicle, тобто компанією, створеною як інструмент для залучення капіталу.
СТРУКТУРА ВЛАСНОСТІ. Структура власності групи має пірамідальну форму. Зверху піраміди знаходиться фізична особа Констянтин Жеваго, народний депутат українського парламенту, член фракції «БЮТ». К.Жеваго є бенефіціарним власником Minco Trust — компанії, про яку із Проспекта відомо лише те, що вона є discretionary trust, однак адреса компанії і країна інкорпрорації не розкриваються. Minco Trust володіє 100% в товаристві з обмеженою відповідальністю за законодавством Швейцарії «Fevamotinico», яке в свою чергу володіє 100% акцій в акціонерному товаристві за законодавством Швейцарії «Ferrexpo AG». Саме це товариство було безпосереднім мажоритарним акціонером основної компанії групи — ВАТ «Полтавський ГЗК». Міноритарними акціонерами ВАТ були:
- австрійська торгова компанія DCM Decometal International Trading GmbH, якій належало 10.6% акцій ВАТ
- 9,113 фізичних осіб (здебільшого працівники ВАТ) і 64 юридичні особи, яким у сукупності належало 0,495% акцій.

Корпоративні права на інші компанії групи належали ВАТ «Полтавський ГЗК».
СТРУКТУРА ТРАНЗАКЦІЇ IPO
В загальних рисах, залучення фінансування для ВАТ «Полтавський ГЗК» на Лондонській фондовій біржі мало таку структуру:
- Контролюючий акціонер групи українських компаній створює трастову компанію в (скоріше за все) офшорній юрисдикції. Формально він не є засновником цієї компанії, але є її бенефіціаром, тобто особою, яка фактично здійснює контроль над компанією. Для набуття бенефіціарної власності український резидент потребує отримання від Національного банку України індивідуальної ліцензії на інвестування за кордон. Трастова компанія прямо — або, як в даному випадку, опосередковано — володіє акціями українських промислових активів (ВАТ «Полтавський ГЗК» з дочірніми підприємствами).
- Трастова компанія створює компанію-інструмент (special purpose vehicle) (далі — Емітент) у інвестиційно привабливій і прозорій юрисдикції, в даному випадку — у Великій Британії. Компанію-інструмент можна створити «з нуля», або можна придбати акції компанії-пустишки (т.зв. shelf company), які створюються спеціально для подальшого перепродажу. Згідно з даними Проспекта, Ferrexpo plc була створена у 2005 році.
- Трастова компанія передає акції своїх українських активів Емітенту в обмін на власні акції. В аналізованій транзації обмін акціями відбувся за місяць до початку розміщення — у травні 2007 р.
- Після отримання права на українські активи, Емітент провадить публічне розміщення власних акцій на Лондонській фондовій біржі. В цій транзакції Емітент запропонував 25.1% власних акцій (при чому приблизно половина цих акцій були акціями додаткової емісії, інша половина — існуючими акціями, які опосередковано належали бенефіціару).
- Залучені Емітентом кошти передаються українській групі (і) у вигляді кредиту (займу) одній або декільком компаніям групи, (іі) або шляхом викупу акцій, які для цих цілей емітує український завод в процесі приватного розміщення в Україні. Згідно з даними сайту smida.gov.ua у 2007 році ВАТ «Полтавський ГЗК» збільшило власний статутний капітал на 252 млн гривень і продовжувало отримувати внутрішньо-корпоративне фінансування в межах кредитної лінії в 300 млн доларів США. Як вбачається із цих цифр, суттєва частина залученого фінансування взагалі не була надана в розпорядження основній компанії групи.
- Важливою рисою IPO з правової точки зору є те, що контролюючий акціонер усувається від безпоседнього управління Емітентом і його фактичний вплив також суттєво обмежується. Так, п-н Жеваго входить до правління Ferrexpo plc лише на правах одного з 5-ти невиконавчих незалежних директорів.

В цій транзакції попередній лістинг в Україні акцій будь-якої з компаній, які входять в групу, не вимагається. Взагалі характерною рисою українського IPO є те, що жодна із українських компаній, які залучили фінансування у такий спосіб, не включена до першого рівню листингу на українських фондових біржах. По суті усі компанії групи взагалі можуть бути створені як приватні компанії. Для міноритарних акціонерів українських заводів групи IPO по-українськи зовсім не означає створення ринку для акцій, яими вони володіють, а обмеження на відчуження належних їм акцій третім особам, якщо воно існвало раніше, може зберігатись і надалі. Також міноритарні акціонери фактично позбавлені переважного права на придбання акцій, які холдинг через компанію-проводника розміщає на європейських фондових біржах. У зв'язку з цим особливу увагу привертає наступне застереження Проспекту:
„Керівництво вивчає можливість пропонування Акцій Додаткової Емісії міноритарним акціонерам ВАТ «Полтавський ГЗК» замість тих акцій ВАТ, якими вони в цей час володіють. Але керівництво не надає гарантій того, що воно так і зробить. Можливо, що міноритарні акціонери намагатимуться реалізувати певні права“.

## Переважне право існуючих акціонерів на придбання акцій додаткової емісії

### Економічний зміст
Визнаною в усіх без винятку країнах ЄС і у Росії гарантією прав існуючих акціонерів товариства від розмивання вартості належних їм акцій є переважне право кожного існуючого акціонера на придбання акцій, які випускаються додатково, пропорційно до кількості належних йому акцій. Це є базовим принципом сучасного корпоративного права, який полягає в тому, що акціонер повинен мати можливість захистити від розмивання свою частину у статутному капіталі товариства. Ця можливість забезпечується обов'язком товариства запропонувати нові акції додаткового випуску перш за все існуючим акціонерам і лише після того, як існуючі акціонери скористуються своїм правом купити відповідну частину акцій (або проігнорувати пропозицію товариства), товариство може пропонувати акції, які залишились, усім іншим інвесторам.
Забезпечення захисту переважних прав акціонерів безпосередньо впливає на оцінку стандартів корпоративного управління в компаніях і відтак і на інвестиційну привабливіть і вартість компанії. У відомій 60-бальній шкалі ризиків корпоративного управління, розробленій російським інвестиційним банком Brunswick Warburg у 1999 р., відсутність у статуті товариства положення про переважне право акціонера розглядається як один із 18 ризиків, які погіршують інвестиційну привабливість товариств. Цей ризик оцінений двома балами, так само, як, скажімо, відсутінсть представника міноритарних акціонерів у спостережній раді товариства.
Існують дві головні причини, чому акціонер може бажати використати своє переважне право.
По-перше, якщо акціонер не скористається цим правом, рівень його впливу на товариство буде зменшений, оскільки після додаткової емісії акцій його частка у статутному капіталі товариства буде меншою. Це не є проблемою для найменших акціонерів, рівень впливу яких на товариство є незначним у будь-якому випадку. Однак збереження впливу важливе для тих акціонерів, які володіють відносно значними пакетами акцій.
По-друге, товариства мають право дещо зменшити ціну акцій додаткової емісії порівняно з їхньою ринковою вартістю. Це робиться для більшої привабливості нових акцій для ринку. У разі, якщо нові акції будуть користуватися попитом, їхня вартість може зрости в перші же дні після розміщення — принаймні на суму дисконту, яку запропонував емітент новим інвесторам. У разі якщо існуючі акціонери не використають своє переважне право, усі вигоди від наданого дисконту отримають лише нові акціонери.
Хоча переважне право є суттєвою гарантією від розмивання контролю і від фінансових втрат, воно не надає повного захисту, оскільки акціонер не завжди має вільні кошти для викупу акцій. В таких випадках акціонер повинен мати право уступити третій особі своє переважне право. Економічна цінність цього права дорівнюватиме сумі дисконту і (можливого) перевищення ціни акцій одразу після закінчення розміщення над її ринковою ціною до початку розміщення. Процес уступки переважного права в праві Великої Британії називають «renouncement», а використання акціонерами переважних прав у такий спосіб називають «rights issue». В компаніях, чиї акції включені до біржових реєстрів, надання існуючим акціонерам права уступити своє переважне право (to make a pre-emption offer on a renouncealbe basis) є нормою.

### Європейський досвід
Друга Директива ЄС визнає переважне право лише для акціонерів публічних акціонерних товариств і лише у тому разі, коли умовами випуску акцій передбачається, що їх оплата здійснюватиметься за грошові кошти. До ухвалення Другої Директиви у країнах Спільноти були різні підходи до переважного права. У Німеччині переважне прево існувало незалежно від способу оплати акцій. У Нідерландах — лише для акціонерів приватних товариств, у Великій Британії і в Ірландії це питання відносилось на розсуд товариств, але біржові правила вимагали від товариств, які бажали включити свої акції до біржового лістингу, гарантувати акціонерам переважне право, хоча загальним зборам дозволялось ухвалити рішення про відступлення від загального правила під час конкретної емісії.
Положення Директиви, які стосуються переважного права, в результаті були сформовані за моделлю британських біржових правил з тим застереженням, що загальні збори кваліфікованою більшістю голосів можуть позбавити акціонерів переважного права за умови, що менеджмент обґрунтує запропоновану ціну емісії. Звіт менеджерів надасть акціонерам можливість узнати ціну акцій до їхнього надходження на ринок і заблокувати емісію, якщо запропонована ціна виявиться заниженою. У 1987 р. інституційні інвестори публічних компаній, акції яких включені до біржового лістингу у Великій Британії, розробили документ, який тепер відомий як Принципи відмови від здійснення переважного права (редакція 2008 р.) Принципи визначають критерії звичайних і нестандартних емісій. У випадку якщо емісія визнається звичайною, Принципи рекомендують інституційним інвесторам відмовитися від переважених прав. До звичайних емісій відносяться емісії, які не перевищують 5 відсотків статутного капіталу (7.5 відсотків протягом трьох років) і дисконт за якими не перевищує 5 відсотків.
У справі Siemens Суд ЄС визнав право країн-членів встановлювати додаткові гарантії захисту прав акціонерів порівняно із тими, що надаються Директивою, і поширювати переважне право не лише на ті емісії, в яких оплата здійснюється за грошові кошти, але на будь-які емісії, незалежно від способу оплати. Цим правом скористалася Німеччина.

### Застосування принципу в Україні
Україна є єдиною країною на просторі від Лісабона до Владивостока, в якій акціонери публічних товариств під час публічного розміщення акцій додаткової емісії не користуються переважним правом. Це є досить несподіваним результатом реформи корпоративного права, яка відбувається в Україні протягом 2009—2011 років, особливо з огляду на коментарі з боку офіційних осіб, якими супроводжується реформа. Так, посадова особа Державної комісії з цінних паперів, яка відповідає за розвиток законодавства про ринок цінних паперів, напередодні ухвалення Закону «Про акціонерні товариства» запевняла, що однією із цілей реформи є захист інтересів міноритарних акціонерів і наближення законодавства України до права ЄС. Важливим елементом захисту, за словами чиновника, є укріплення переважних прав акціонерів: „На відміну від Закону «Про господарські товариства», який лише декларує переважне право акціонерів на придбання додатково випущених акцій, законопроект «Про акціонерні товариства» розкриває зміст цього права та містить детально прописаний механізм його реалізації. Цей механізм також захищатиме державні частки в акціонерних товариствах від розмивання та знецінення їхньої вартості“.
У 2005 році уряд Великої Британії висловив стурбованість тим, що існування переважного права стримує розвиток ринків капіталу і запропонував обмежити сферу його застосування. Перш ніж зробити будь-які кроки в цьому напрямку уряд звернувся до Пола Майнерса (Paul Mayners) з проханням провести дослідження питання. П-н Майнерс підготував доповідь на 96 сторінках, в якій переважне право існуючого акціонера було визнано «наріжним каменем британського права компаній і ринків капіталу, який не повинен бути ані скасований, ані принципово змінений» Уряд опублікував доповідь на урядовому сайті і полишив свої наміри. Незначні зміни були, однак, внесені асоціацією інституційних інвесторів до Принципів відмови від здійснення переважного права.
Відхід від загальновизнаних в Європі стандартів захисту прав існуючих акціонерів в деяких професійних колах в Україні був сприйнятий лише під кутом зору абстрактних «іноземних інвесторів», які мають позитивно оцінити скасування переважного права, оскільки це «урівнює можливості акціонерів та сторонніх інвесторів, у тому числі іноземних, щодо придбання додатково розміщуваних товариством акцій».
За своєю економічною суттю публічне розміщення акцій спрямоване на широкий загал заздалегідь не визначеного кола інвесторів. Цей інструмент головним чином повинен використовуватись компаніями, чиї акції включені до біржових реєстрів, для залучення фінансування на біржах, де основними гравцями є інституційні інвестори. Надійний захист прав цих інвесторів, особливо в умовах надзвичайно високої концентрації власності в структурах акціонерних капіталів товариств в Україні і великої ступені незалежності менеджерів від впливу акціонерів, є запорукою розвитку фондового ринку в країні. Про жалюгідне становище, в якому цей ринок перебуває тепер, свідчить той факт, що чимало українських компаній, які оголосили про публічне розміщення своїх акцій на міжнародних ринках капіталу, не скористались цією можливістю в Україні, а їхні акції вістутні в котирувальному списку першого рівня лістингу ПФТС. Позбавлення інституційних інвесторів переважного права на користь задоволення інтересів «іноземних інвесторів» (якими часто є офшорні компанії менеджерів приватизованих підприємств) є суттєвим кроком назад в розвитку корпоративного права України, який ще дальше віддалює його від законодавства ЄС.
Публічне розміщення ніколи не було інструментом для залучення стратегічного, заздалегідь відомого, інвестора (іноземного чи внутрішнього). Залучення такого інвестора завжди досягалось шляхом приватного розміщення. За таких умов видається, що після набуття чинності Законом «Про акціонерні товариства» змінений правовий режим публічного розміщення здатний повністю спотворити його економічний зміст. Замість залучення інвестицій на ринках капіталу цей інструмент буде використовуватись менеджментом публічних товариств для розмиття вартості акцій міноритарних акціонерів, тоді як інституційні інвестори будуть позбавлені навіть того слабого рівня захисту вартості їхніх акцій, яким вони користувались до реформи. Також слід очікувати, що публічне розміщення, всупереч його економічній природі, буде використовуватись саме в тому випадку, коли інвестор, який викупить додаткові акції, буде заздалегідь чудове відомий менеджменту товариств.

## Виноски
1. ↑  До набуття чинності Законом «Про акціонерні товариства» акціонери відкритих акціонерних товариств мали переважне право на придбання акцій додаткової емісії незалежно від виду розміщення (публічне або приватне) — див. Положення "Про порядок збільшення (зменшення) розміру статутного капіталу акціонерного товариства, затверджене рішенням Державної комісії з цінних паперів та фондового ринку від 22 лютого 2007 р. № 387.
2. ↑  Bernard Black; Reinier Kraakman; Anna Tarassova "Russian Privatization and Corporate Governance: What Went Wrong?" Stanford Law Review, Vol. 52, No. 6. (Jul., 2000), p. 1763
3. ↑  В.Кукса "Це солодке слово IPO. Українські підприємства відкривають для себе прогресивний спосіб інтеграції у світову економіку" — Дзеркало тижня — № 35 (664) 22—28 вересня 2007
4. ↑  Франкфуртська біржа для цілей європейського законодавства про цінні папери не є регульованим ринком (Stetsenko, M., Bondar, G. partners with Baker & McKenzie "Steady growth: history and structure of Ukraine's capital markets", International Financial Law Review)
5. ↑  Stetsenko, M., Bondar, G., цитована стаття
6. ↑  Стаття 37 Закону "Про цінні папери і фондовий ринок
7. ↑  Стаття 6.4 Закону «Про цінні папери і фондовий ринок»
8. ↑  Перелік компаній — див. статтю С.Чигіря "Українське більше не котується"[недоступне посилання] — Українська Економічна Правда — 14.09.2009
9. ↑  Аназіл регуляторного впливу[недоступне посилання з липня 2019] проекту «Положення про порядок надання дозволу на розміщення цінних паперів українських емітентів за межами України»
10. ↑  Затверджено Державної комісії з цінних паперів та фондового ринку
від 17 жовтня 1997 р. N 36
11. ↑  Див. пункт 6 Положення
12. ↑  Див.Проект Положення про порядок надання дозволів на розміщення цінних паперів українських емітентів за межами України[недоступне посилання з липня 2019]
13. ↑  Український проект положення є лише перекладом російського «Положения о порядке выдачи разрешения федеральной комиссии по рынку ценных бумаг на допуск к размещению или обращению эмиссионных ценных бумаг российских эмитентов за пределами Российской федерации» (затв. «Постановлением Федеральной комиссии по рынку ценных бумаг России от 1 апреля 2003 № 03-17/пс»). Згідно з цим положенням ліміт встановлено на рівні 40 відсотків від кількості акцій відповідного типу
14. ↑  «Правила выдачи разрешения на выпуск или размещение эмиссионных ценных бумаг организации–резидента Республики Казахстан на территории иностранного государства», на які посилається аналітична записка Комісії стосовно Казахстану, насправді не встановлюють будь-яких обмежень на залучення фінансування казахськими емітентами
15. ↑  Khachaturyan., A., Pokanay, I., partners with Asters (formerly known as Shevchenko Didkovskiy and Partners) «A legal guide to Eurobond placements, international financing and securitisation in Ukraine», Business Ukraine, Banking 2007, p. 29
16. ↑  Проспект, 2007, с. 131
17. ↑  Проспект, 2007 с. 67
18. ↑  Проспект, 2007, с. 308
19. ↑  Див. статтю Лістинг
20. ↑  Проспект, 2007. с. 30
21. ↑  Стаття 29 Другої Директива (щодо заснування публічних акціонерних товариств і підтримання і зміни їхнього статутного капіталу) № 77/91 "Про координацію захисних положень, які для забезпечення захисту інтересів учасників та третіх сторін вимагаються державами-членами від компаній відповідно до положень параграфу другого Статті 58 Договору стосовно створення публічних компаній із обмеженою відповідальністю, їх діяльності та змін у їхньому капіталі для того, щоб досягти еквівалентності таких положень" від 13 грудня 1976 р.
22. ↑  Стаття 40 Закону РФ "Про акціонерні товариства"
23. ↑  Davies, P.L. (2008) «Gower and Davies' Principles of Modern Company Law» London: Sweet&Maxwell, p. 835
24. ↑  Rutherford, Andrea C., and Jeffrey R. Costello, 1999. Measuring Corporate Governance Risk in Russia (Brunswick Warburg) цит. за Black, Bernard S., The Corporate Governance Behavior and Market Value of Russian Firms. Emerging Markets Review, Vol. 2, pp. 89-108, 2001.
25. ↑  Після реформи В Україні це право надано наглядовим радам, які можуть зменшити ціну акцій порівняно з їх ринковою ціною до 10 відсотків. До реформи, однак, такої вимоги не існувало і звичайною практикою було пропонування акцій додаткової емісії взагалі за номільною вартістю, яка могла бути суттєво меншою (або більшою) ринкової вартості акцій
26. ↑  Davies, P.L., цит. праця, с. 837.
27. ↑  Стаття 29 Директиви
28. ↑  Edwards, V. (1999) «EC Company Law», Oxford: OUP, p. 85
29. ↑  Стаття 29.4 Другої Директиви
30. ↑  Case C-42/95 Siemens AG v Henry Nold
31. ↑  ЛІБАНОВ М.(начальник відділу розвитку законодавства на ринку цінних паперів Державної комісії з цінних паперів та фондового ринку) "Кому і чому потрібен закон України «Про акціонерні товариства»?" [Архівовано 24 червня 2009 у Wayback Machine.], Дзеркало тижня, № 29 (708) 9—15 серпня 2008
32. ↑  DTI, Pre-Emption Rights: Final Report, February 2005, p.5
33. ↑  Олена Щербина, радник юридичної фірми «Саєнко Харенко» Переваги Закону «Про акціонерні товариства» для іноземних акціонерів та складнощі у застосуванні окремих новел [Архівовано 2009-07-31 у Wayback Machine.]
34. ↑  Єфіменко, А. Чи потрібен Україні закон «Про акціонерні товариства»?, Дзеркало тижня № 24 (703) 28 червня — 4 липня 2008
35. ↑  Звіт ДКЦБФР за 2008 р.